# David Abramovici Kirjniț
David Abramovici Kirjniț (în rusă Давид Абрамович Киржниц) (13 octombrie 1926, Moscova- 4 mai 1998, Moscova) a fost un fizician rus de origine evreiască, membru-corespondent al Academiei de științe din Federația Rusă, doctor în științe fizico-matematice, profesor, specialist în fizica statistică, nucleară, astrofizică.

## Biografie
David Kirjniț s-a născut la 13 octombrie 1926 la Moscova. Tatăl, Abram Davidovici Kirjniț, a fost un revoluționar din partidul Bund, jurnalist, istoric al mișcării de emancipare a evreilor, membru al conducerii Societății de repartiție a pământurilor pentru evrei, care a existat în URSS între anii 1925-1938. Mama, Liubovi Solomonovna Kirjniț (Beilina) a fost jurnalist, lucrător cultural la instituțiile medicale. La începutul anului 1938 Abram Kirjniț a fost arestat în cadrul procesului declanșat de autoritățile staliniste de "vânzare a Orientului depărtat către japonezi", deținut timp de 2 ani, pentru ca îndată după eliberare, în aprilie 1940 să moară.
În iulie 1941 micul David a fost evacuat în localitatea Câștâm din regiunea Celiabinsk. În vara anului 1943 a absolvit fără prezență la lecții școala medie din localitate și a fost admis la Institutul de aviație din Moscova.
David Kirjniț s-a înscris, în anul 1945 cu ajutorul lui Lev Landau, la facultatea de fizică a Universității din Moscova. A realizat lucrarea de diplomă sub conducerea lui Alexandru Komaneieț.
În anul 1949 a absolvit facultatea de fizică a Universității din Moscova și a fost repartizat la una dintre întreprinderile din complexul de apărare ale URSS de la Gorki în numele lui Iosif Stalin.
În anul 1954 a fost transferat în secția de fizică teoretică a Institutului de fizică al Academiei de științe din Rusia, de sub conducerea lui Igor Tamm. În anul 1957 a susținut teza de candidat în științe fizico-matematice cu un subiect din domeniul fizicii statistice a sistemelor din multe particule, iar în anul 1966 a susținut teza de doctor în științe fizico-matematice cu teza "Teoria nelocală a câmpurilor".
În anul 1987 a fost ales membru-corespondent al academiei de științe din URSS la secția fizica nucleară (fizica nucleară teoretică).
În anul 1978, împreună cu discipolul său Andrei Linde a primit premiul Lomonosov al Academiei de Științe din URSS. În anul 1998 a primit împreună cu discipola sa G.V. Șpatkovskaia premiul Igor Tamm al Academiei de științe a URSS.
A decedat după boală la 4 mai 1998. A fost un susținător al mișcării interregionale în frunte cu Andrei Saharov. Printre fizicienii din Moldova, care au obținut sprijin de la el a fost Vasile Cernobai, căruia i-a dat un aviz pozitiv la teza de doctorat. Este înmormântat la cimitirul Donskoi de la Moscova.

## Opera
- David Kirjniț este autorul a circa 270 de articole în domeniul fizicii și a 9 monografii:
- ADS NASA
- SPIRES
- Zentralblatt Math
- Biblioteca Congresului SUA
- Biblioteca de stat a Rusiei
- Articol de poularizare a găurilor negre și fizicii statistice